# Исаија
Исаија (יְשַׁעְיָהוּ на хебрејском) је старозаветни пророк.
Био је царског рода. Рођен је у Јерусалиму од оца Амоса (брата Амасије, цара Jудејског). По Xришћанској традицији Исаија се удостојио да види Господа Саваота на престолу небеском, окруженог шестокрилим серафимима, који непрестано певају "Свјат, Свјат, Свјат, Господ Саваот". Исаија је пророковао много ствари, како појединим људима, тако и народима. Једанпут је три дана ходао сасвим наг по улицама Јерусалима проричући скори пад Јерусалима под Aсирског цара Сенахирима, и опомињући цара и главаре народне, да се не уздају у помоћ Мисираца и Етиопљана, пошто ће и ови ускоро бити покорени од истога Сенахирима, него да се уздају у помоћ Богa. Најважнија су му пророчанства о рођењу Бога, о зачећу Пресвете Богородице, о Јовану Претечи, и о многим догађајима из живота Христова. Хришћани верују да је имао и дар чудотворства тако да је због његове молитве вода потекла испод горе Сиона када је опседан Јерусалим. Та вода прозвана је Силоам (послата). У Библији је записано да је на ту воду упутио доцније Господ слепорођеног да се умије, да би прогледао. За време владавине цара Манасије, када је Исаија говорио против обичаја цара и главара, сравњујући тадашњи нараштај са Содомом и Гомором, ухваћен је, изведен ван Јерусалима и тестером преструган. Живео је и пророковао око седам стотина година пре Христа.
О његовом животу говори старозаветна "Књига пророка Исаије". Српска православна црква слави га 9. маја по црквеном, а 22. маја по грегоријанском календару.
У тексту Књиге пророка Исаије, сам Исаија се помиње као „пророк“, али тачан однос између књиге Исаија и стварног пророка Исаије је компликован. Традиционално мишљење је да је свих 66 поглавља књиге Исаија написао један човек, Исаија, вероватно у два периода између 740. п. н. е. и око 686. п. н. е, раздвојена за отприлике 15 година, и да књига укључује драматичне пророчке изјаве Кира Великог у Библији, које су деловале на обнављању нације Израела из вавилонског ропства. Још једно широко распрострањено мишљење је да делови прве половине књиге (поглавља 1–39) потичу од историјског пророка, испресецани прозним коментарима написаним у време краља Јосије сто година касније, и да остатак књиге датира од непосредно пре и непосредно после завршетка изгнанства у Вавилону, скоро два века после времена историјског пророка.

## Биографија
Први стих Књиге Исаије наводи да је Исаија пророковао за време владавине Озије (или Азарије), Јотама, Ахаза и Језекије, краљева Јудеје. Озијина владавина трајала је 52 године средином 8. века п. н. е, а Исаија је сигурно започео своју службу неколико година пре Озијеве смрти, вероватно 740-их година п. н. е. Можда је неколико година био савременик Манасије. Дакле, Исаија је можда пророковао чак 64 године.
Према неким савременим тумачењима, Исаијина жена је названа „пророчицом“, или зато што је била обдарена пророчким даром, као Дебора и Хулда, или једноставно зато што је била „жена пророка”. Имали су два сина, дајући најстаријем име Шир-Јашуб, што значи „Остатак ће се вратити“, а млађем, Махер-Шалал-Хаш-Баз, што значи: „Брзо плени, брзо пљачкај“.
Убрзо након тога, Шалманасар V је одлучио да покори краљевство Израела, преузимајући и уништавајући Самарију (722. п. н. е.). Све док је Ахаз владао, асирска моћ није дотакла краљевство Јуде. Али када је Језекија дошао на престо, био је подстакнут да се побуни „против цара асирског“, и ступио је у савез са египатским краљем. Асирски краљ је запретио краљу Јуде и на крају је напао земљу. Сенахериб (701. п. н. е.) је повео моћну војску у Јудеју. Језекија је пао у очај, и потчинио се Асирцима. Али после кратког интервала, рат је поново избио. Поново је Сенахериб повео војску на Јудеју, чији је један одред претио Јерусалиму. Исаија је том приликом охрабрио Језекију да се одупре Асирцима, након чега је Сенахериб послао претеће писмо Језекији, које је „раширио пред Господом“.
Тада је Исаија, син Амозов, послан Језекији, говорећи: „Овако казује Господ, Бог Израела: Док си ми се молио против Сенахерима, краља асирског,
ово је реч коју је Господ рекао о њему: Девица кћи зионска те је презрела и смејала ти се презирно; ћерка јерусалимска је одмахнула главом на тебе.

Кога си изругивао и хулио? И против кога си узвишавао свој глас? Да, подигао си очи своје на свеца Израелског!”
Према извештају у 2 Краљевима 19 (и његовом изведеном извештају у 2 Летописима 32), анђео Божји је пао на асирску војску и 185.000 њених људи је убијено у једној ноћи. „Попут Ксеркса у Грчкој, Сенахериб се никада није опоравио од шока катастрофе у Јудеји. Није више предузимао походе ни против Јудеје ни против Египта.“
Преостале године Језекијине владавине биле су мирне. Исаија је вероватно доживео њен крај, а вероватно и Манасијину владавину. Време и начин његове смрти нису наведени ни у Библији ни у другим примарним изворима. Каснија јеврејска традиција каже да је страдао тако што је био преполовљен по Манасијином наређењу.
Књига пророка Исаије, заједно са књигом Јеремије, у Танаху је препознатљива по непосредном приказу „гнева Господњег“ као што је представљено, на пример, у Исаији 9:19 где се каже: „Кроз гнева Господњег на обитаваоце помрачи се земља, и људи су били гориво огњено."

## Археологија
У фебруару 2018, археолог Ејлат Мазар је објавио да су она и њен тим открили мали отисак печата који гласи „[који припада] Исаији“ (може се реконструисати и читати као „[припада] Исаији пророку“) током ископавања у Офелу, јужно од Храмске горе у Јерусалиму. Мала була је пронађена „само 10 стопа даље“ од места где је исти тим 2015. открио нетакнуту булу са натписом „[који припада] краљу Језекију од Јудеје“. Иако је име „Исаија“ у палеохебрејском алфабету непогрешиво, оштећење на доњем левом делу печата изазива потешкоће у потврђивању речи „пророк“ или имена „Нави“, што доводи у сумњу да ли овај печат заиста припада пророку Исаији.